# 出ていけッ!
『出ていけッ!』（でていけッ!）は手塚治虫の短編漫画作品。初出は、『プレイコミック』昭和47年1月8日号。連作『フースケ』シリーズの1編。

## ストーリー
ある日、下村風介（フースケ）という男の家にカップルが入ってきた。風介はカップルをなんとか追い返そうとするが、そのカップルは全く風介の存在に気づかない。風介はカップルの持っていた新聞を見ると、カップルは10年後の人間だということに気づいた。風介はだんだんと女の方に惚れてしまった。だが、風介は男が彼女の財産を狙って殺人を企ていたことを知ってしまう。そこで風介は現在の彼女を探し、自ら結婚して助けてあげようとした。風介はまず警察を呼んだ。そして、お巡りさんが捜索している間に風介は2人の会話を聞いてしまう。女は過去に風介と結婚していたのだが彼を殺害し、財産を譲り受けていた。男は女の財産を狙っていたのだ。

## 単行本
- すっぽん物語（奇想天外文庫、1976年7月1日）
- 手塚治虫SF傑作集「時間旅行者編」（ちくま文庫、2002年08月07日）
- 大地の顔役バギ（手塚治虫漫画全集321巻、1993年5月17日）
- フースケ（手塚治虫文庫全集 BT-095 2010年11月）